# غوسي (مقياس زلازل)
وهو أول مقياس للزلازل في الفضاء
أصبح القمر الاصطناعي GOCE التابع لوكالة الفضاء الأوروبية ESA أول قمر يسجل زلزالا في الفضاء .ويتعلق الامر بزلزال توهوكو الذي ضرب اليابان يوم 11 مارس 2011 و تسبب في موجة تسونامي.
هذا الاكتشاف تم بالصدفة و بشكل متأخر، وذلك عندما قام مجموعة من العلماء بمراجعة البيانات التي سجلها هذا القمر حول كثافة الغلاف الجوي على ارتفاع 250 كيلومتر. حيث لاحظوا تغيرا مفاجئا في كثافة الغلاف الجوي عند مرور القمر فوق المحيط الهادي بعد 20 دقيقة من حدوث الزلزال و سجل نفس الشيء عند مروره فوق أوروبا في الدورة الموالية. و قد تم القيام بمحاكات لتفسير هذه التغيرات المفاجئة فجاءت النتائج متطابقة مع التسجيلات.
و فسر فريق الباحثين ذلك بانبعاث موجات تحت صوتية من بؤرة الزلزال السطحية انتقلت إلى الطبقات العليا للغلاف الجوي بسرعة 350 كلم في الساعة إلى أن وصلت إلى حدود الفضاء.
إطلق هذا القمر سنة 2009 لدراسة مجال الثقالة الأرضي. و قد مكنت المعطيات التي جمعها من رسم أدق خريطة للجاذبية الأرضية بعد سنتين من إطلاقه . و لإنجاز مهمته كان من الضروري أن يدور حول الأرض في مدار جد منخفض في طبقة الإيونوسفير. وهذا ما يفسر شكله الانسيابي و الفريد ، كما تم تزويده بأجهزة قياس التسارع التي تستشعر التغيرات الطفيفة في سرعته ، فيتم تشغيل محركات دفع ايونية لتعويض فقدان السرعة الناتج عن الاحتكاك حتى يحافظ القمر على مداره.